# Nikolaus Eötvös de Vásaros-Námeny
Nikolaus Eötvös de Vásaros-Námeny (* 1716 zu Laßan im Komitat Sathmar (Ungarn); † 1782 in Ungarn) war k.k. Generalmajor. Am 2. Februar 1768 erhielt er den ungarischen Freiherrenstand.
Er war der Enkel von Nikolaus Eötvös de Vásaros-Námeny († 1731), der sich als einer der Anführer der Kurutzen einen Namen gemacht hatte. Seine Eltern waren Joseph Eötvös de Vásaros-Námeny und dessen Ehefrau Anna Szalay.
Er schloss sich 1736 dem kaiserlichen Husaren-Regiment „Emerich Esterházy“ an. Er kämpfte in den Schlesischen Kriegen und stieg dabei zum Major auf. 1753 wurde er zum Oberstleutnant und Kommandeur des Husaren-Regiments ernannt. Kurz vor Ausbruch des Siebenjährigen Krieges wurde er zum Oberst befördert. Während des Krieges konnte er sich mehrfach auszeichnen. Zunächst am 20. Dezember 1756 bei Guntersdorf bei Zittau, dann am 20. Februar 1757 beim Überfall auf Hirschfeld. Als die Preußen Prag verlassen mussten, griff er Likaner Obersten Laudon die preußische Nachhut an. Sie erbeuteten mehrere Kanonen und machten viele Gefangene. Am 4. August 1758 nahm er am Überfall auf Halle teil, wo Kontributionen erpresst wurden. Im Gefecht von Maxen konnte er 1759 zwei Fahnen erobern. Zuletzt konnte er 1762 bei Kirchheim eine feindliche Abteilung vertreiben. Am 1. November 1762 erhielt er die Beförderung zum Generalmajor. Nach dem Frieden von Hubertusburg ging er in den Ruhestand und zog sich auf seine Güter zurück, wo er 1782 verstarb.
Er heiratete die Freiin Anna Marie Splényi (* 1732). Das Paar hatte mehrere Kinder.
Zu seinen Nachkommen gehört Joseph Eötvös de Vásaros-Námeny (1813–1871), später Minister für Kultur und Unterricht.